# Walki o przyczółki pod Dęblinem i Puławami
Walki o przyczółki pod Dęblinem i Puławami – walki żołnierzy 1 Armii Wojska Polskiego (dowódca gen. Zygmunt Berling)  stoczone w dniach 28 lipca–6 sierpnia 1944 roku o opanowanie przyczółków na lewym brzegu Wisły, jedna z bitew oddziałów 1 AWP podczas II wojny światowej, w ramach operacji Bagration 1 Frontu Białoruskiego (1 FB) (dowódca marszałek Konstanty Rokossowski).

## Opis bitwy
1 Armia Wojska Polskiego (1 AWP) (62 830 żołnierzy, 592 działa i moździerze) w końcu lipca 1944 działała w ramach operacji brzesko-warszawskiej (18 VII – 1 VIII) będącej częścią Operacji Bagration. 
26 lipca wojska 2 Armii Pancernej (dowódca gen. Siemion Bogdanow) z 1 Frontu Białoruskiego Armii Czerwonej opanowały Dęblin i Puławy i zostały skierowane na Garwolin. 69 Armia (dowódca gen. Władimir Kołpakczi) uchwyciła przyczółki na Wiśle w rejonie Kazimierza Dolnego. W lukę między 69 Armią i 8 Gwardyjską Armią (dowódca gen. Wasilij Czujkow) została wprowadzona 28 lipca 1 AWP. Wieczorem 28 lipca obsadziła ona wschodni brzeg Wisły od m. Rycice (2 km. na północ od Dęblina) do m. Włostowice (2 km. na południe od Puław). Do wykonania tego zadania zostały wyznaczone 1 i 2 DP wzmocnione artylerią. W I rzucie 1 AWP znajdowały się 1 i 2 DP, w II rzucie 3 DP.
1 DP, wzmocniona 4 pułkiem artylerii przeciwpancernej i wsparta 5 BAC zajęła odcinek 12 km. od  m. Rycice do m. Gołąb. 2 DP, wzmocniona 8 pułkiem artylerii haubic i 1 samodzielnym pułkiem moździerzy oraz wspierana przez 1 BAA zajęła odcinek szer. 13 km, od m. Gołąb do Włostowic. Przed frontem 1 AWP na zachodnim brzegu Wisły broniło się  ok. 5 baonów niemieckich z 17, 26 i 174 Dywizji Rezerwowej.
29 lipca 1 AWP otrzymała rozkaz sforsowania Wisły. Dowódca armii zdecydował forsować Wisłę na 10,5 km odcinku i opanować 3 przyczółki: pierwszy w rejonie Dęblina, drugi (główny) na wprost Wólki Profeckiej, trzeci na wprost Włostowic. Zasadniczym celem tych działań było zapewnienie warunków budowy mostów i przeprawy głównych sił armii na lewy brzeg Wisły w celu dalszego natarcia w kierunku północno-zachodnim. 
Początek forsowania ustalono na 1 sierpnia godz. 2.00. 1 i 2 DP wzmocnione własną artylerią i wsparte czterema brygadami, pułkiem artylerii i pułkiem moździerzy (łącznie 251 dział i moździerzy). Forsowanie 1 Armii zabezpieczały jednostki inżynieryjno-saperskie: 1 BSap, 7 Warszawski batalion  saperów, 6 batalion pontonowo-mostowy. W czasie forsowania przybył na wzmocnienie sowiecki 21 batalion pontonowo-mostowy. Ogółem 1 AWP dysponowała 11 batalionami saperów. 1 DP przystąpiła do forsowania w trzech odcinkach: na zakolu Wisły pod Stężycą (1,5 km na północ od Dęblina); w rejonie zniszczonego mostu kolejowego w Dęblinie i na kierunku m. Borek. 1 DP (dowódca gen. Wojciech Bewziuk) wspierał 4 pappanc. 2 DP (dowódca gen. Antoni Siwicki) forsowała Wisłę również w trzech miejscach: w rejonie m. Łęka; w kierunku Jaroszyna; na południe od Góry Puławskiej. Zaplanowane na 1 sierpnia forsowanie Wisły przez pododdziały 1 DP nie doszło do skutku, ponieważ ogień niemiecki uszkodził część sprzętu przeprawowego. W nocy 1/2 sierpnia przeprawiło się ok. 1,5 kompanii z 2 batalionu 2 pp na zakolu Wisły naprzeciw Obozu Traugutta i około półtorej kompanii z 1 batalionu 2 pp po zniszczonym moście kolejowym. O świcie Niemcy rozpoczęli kontrataki wsparte ogniem dział pancernych. Do południa 3 sierpnia pododdziały 1 i 2 batalionu 2 pp poniosły na przyczółkach  duże straty i musiały się wycofać. 2 DP w nocy na 31/1 sierpnia zdołała przeprawić tylko ok. 70 żołnierzy z 1 i 5 kompanii 4 pp i uchwyciła przyczółek na północ od Jaroszyna. W nocy 1/2 sierpnia pododdziały 2 DP ponowiły forsowanie. Część 3 batalionu 6 pp  zdobyła nieduży przyczółek w rej. m. Łęka, a 1 i 3 batalion 4 pp przyczółek na południe od Góry Puławskiej. Następnej nocy Niemcy silnym ogniem moździerzy i broni maszynowej udaremnili forsowanie rzeki przez kolejne oddziały dywizji. 3 sierpnia wzmógł się ogień artylerii niemieckiej. Rozpoznanie polskie stwierdziło podciąganie nowych oddziałów niemieckiej 17 DP. Bataliony broniące przyczółków były ciągle kontratakowane, przerwana była z nimi łączność. W tej sytuacji dowódca 1 AWP wstrzymał dalszą przeprawę przez Wisłę i ewakuował oddziały na wschodni brzeg, gdzie przeszły do obrony. Jednocześnie sztab armii przystąpił do opracowania nowego planu forsowania. 
Plan ten nie został zrealizowany, gdyż 6 sierpnia 1 AWP otrzymała rozkaz przekazania swego odcinka 7 Korpusowi Kawalerii Armii Czerwonej i przegrupowania się do rej. Łaskarzewa w celu przeprawienia się na przyczółek warecko-magnuszewski uchwycony przez 8 Armię Gwardii.
Walki pod Dęblinem i Puławami trwały 8 dni. Bezpowrotne straty 1 AWP wyniosły 873 żołnierzy.
1 AWP nie zdobyła przyczółków. Działaniami swymi związała znaczne siły niemieckie. Ułatwiło to sąsiednim 69 Armii i 8 Armii Gwardii rozszerzenie przyczółków pod Kazimierzem Dolnym i Magnuszewem.
W walkach pod Dęblinem polegli 2 sierpnia m.in. por. Władysław Jakubowski i radiotelegrafista Michał Okurzały. W czasie niemieckiego ataku na jego punkt obserwacyjny, nie poddał się, lecz skierował na siebie ogień własnej artylerii. Zginął, a wraz z nim od ostrzału artyleryjskiego zginęło wielu Niemców.

## Upamiętnienie
Walki o przyczółki pod Dęblinem i Puławami zostały upamiętnione na Grobie Nieznanego Żołnierza w Warszawie, napisami na dwóch tablicach w okresie po II wojnie światowej – „Dęblin 2 VII 1944” i „Puławy 1 – 4 VIII 1944”.

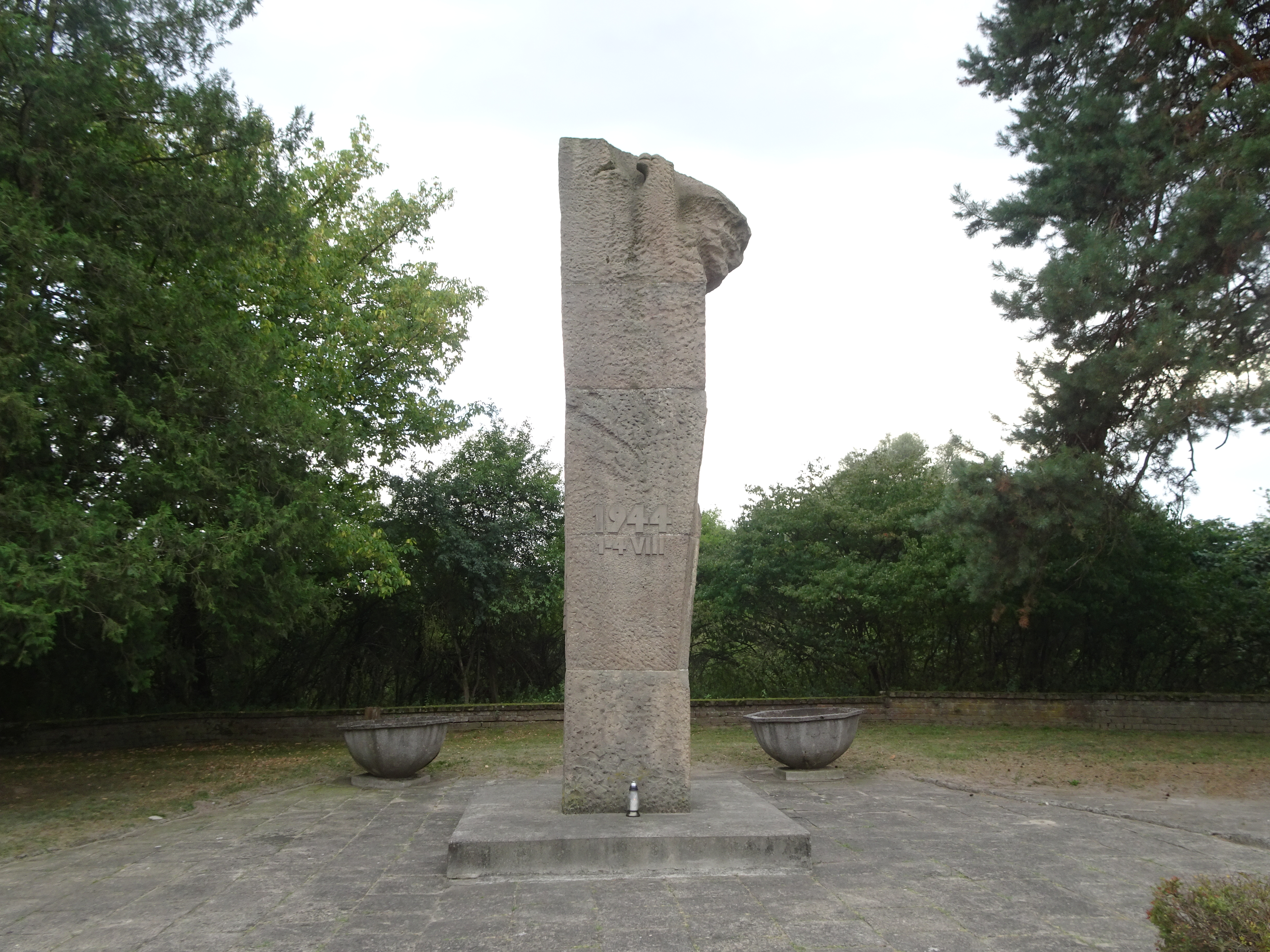
Pomnik w Puławach, przy ulicy Dęblińskiej

11 września 1979 roku odsłonięto w Puławach pomnik poległych walkach o przyczółek. Znajduje się on przy ulicy Dęblińskiej (drodze wojewódzkiej nr 801).